# 임학래
임학래(林學來, 1900년 2월 4일 ~ ?)는 일제강점기의 경찰로, 본적은 함경북도 북청군 탕화면(湯化面)이다.

## 생애
1931년 경부보시험에 합격했고, 1931년 4월 4일부터 1936년까지 함경북도 경찰부 무산경찰서 경부보로 근무했다.
함경북도 무산경찰서 경부보로 재직 중이던 1931년에 발발한 만주사변 때 국경 경비 임무를 수행하는 한편 일본군의 항일 세력 토벌 임무와 군사 수송에 대한 편의 제공 임무를 수행했다. 1932년과 1933년 당시 국경 지역에서 활동하던 항일 무장 세력을 토벌하기 위해 파견된 함경북도 무산경찰서 토벌대(討伐隊) 분대장과 경찰부대 대장을 맡았고, 여러 차례 국경을 넘어 출동한 뒤 항일 무장 세력과 교전을 벌이는 등 항일 무장 세력에 대한 일제의 무력 탄압에 적극 협력했다.
1934년 4월 29일 만주 사변에 적극 협력한 공로를 인정받아 만주 사변 종군기장에 상신되었으며, 1934년 7월 25일 이와 같은 공로를 인정받아 일본 정부의 만주 사변 행상에서 훈로 정(勳勞 丁)에 상신되었다. 
친일반민족행위진상규명위원회가 발표한 친일반민족행위 705인 명단에 포함되었다.

## 참고 자료
- 친일반민족행위진상규명위원회 (2009). 〈임학래〉. 《친일반민족행위진상규명 보고서 Ⅳ-15》. 서울. 218~223쪽.